# Скшинкі (Ленчицький повіт)
Скшинкі (пол. Skrzynki) — село в Польщі, у гміні Дашина Ленчицького повіту Лодзинського воєводства.
Населення — 70 осіб (2011).
У 1975-1998 роках село належало до Плоцького воєводства.

## Демографія
Демографічна структура станом на 31 березня 2011 року:
|          | Загалом | Допрацездатний вік | Працездатний вік | Постпрацездатний вік |
| -------- | ------- | ------------------ | ---------------- | -------------------- |
| Чоловіки | 33      | 4                  | 27               | 2                    |
| Жінки    | 37      | 9                  | 17               | 11                   |
| Разом    | 70      | 13                 | 44               | 13                   |